# Srpski Itebej

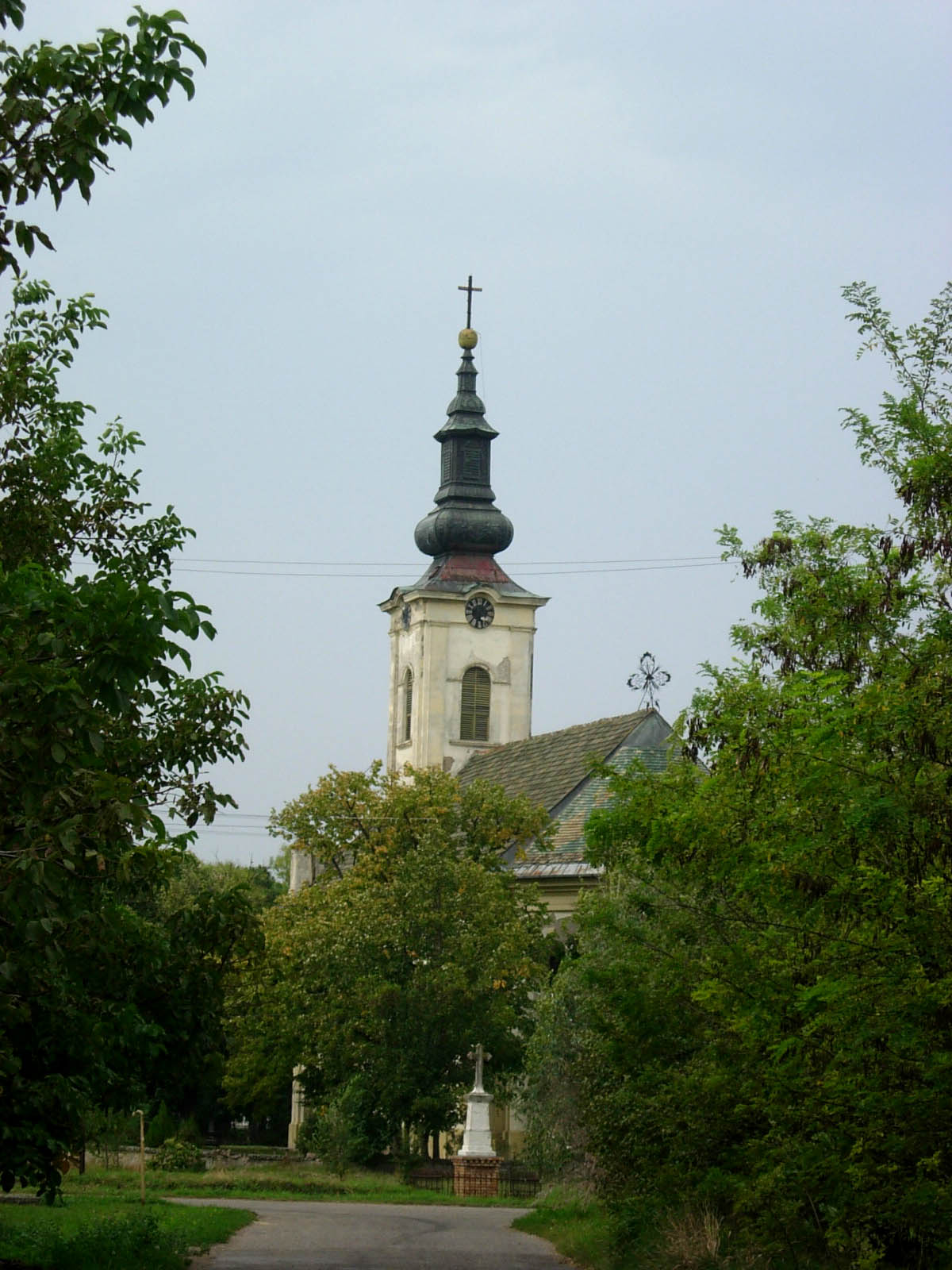
Die Serbisch-orthodoxe Kirche Hl. Sava und Simeon in Srpski Itebej

Srpski Itebej (serbisch-kyrillisch : Српски Итебеј, deutsch : Ittebe) ist ein Ort in der Opština Žitište im  Okrug Srednji Banat. Er befindet sich in der autonomen Provinz Vojvodina in Serbien etwa fünf Kilometer von der Grenze zu Rumänien entfernt. Die Bevölkerung ist überwiegend serbisch.
Südlich von Srpski Itebej liegt das von mehrheitlich protestantischen Ungarn bewohnte Novi Itebej, ungarisch Magyarittabé.

## Geographie

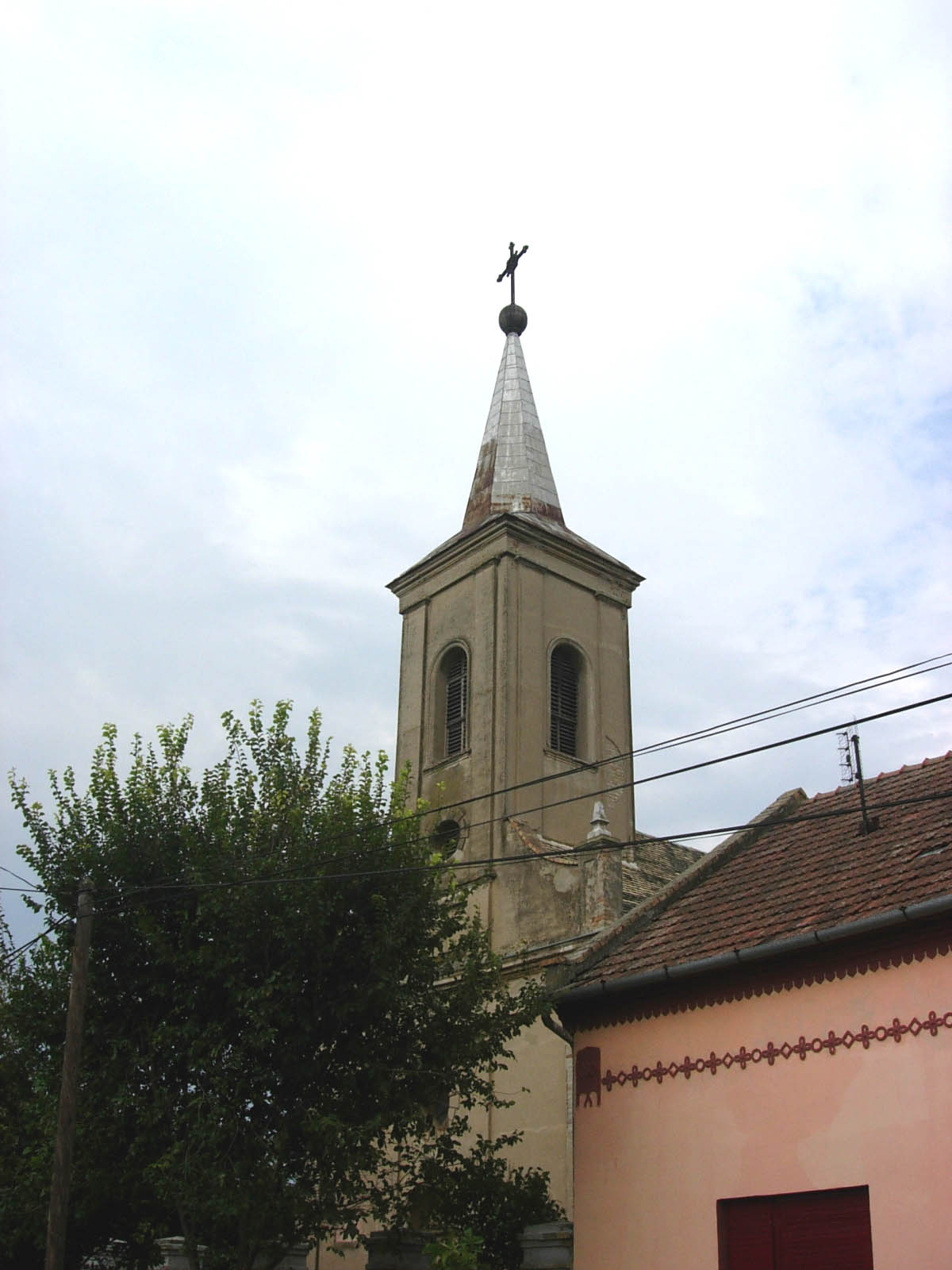
Die Römisch-katholische Kirche des Dorfes

Der Ort befindet sich im serbischen Banat in einer fruchtbaren Tiefebene etwa 70 Meter über dem Meeresspiegel. Die Landwirtschaft ist, bedingt durch den sehr fruchtbaren Boden, die Haupteinnahmequelle des Ortes. Es herrscht gemäßigt-kontinentales Klima. Der Ort liegt am Fluss Begej, auch Begejski Kanal genannt, einer Wasserstraße, welche die serbische Stadt Zrenjanin mit der rumänischen Stadt Timișoara verbindet. Nachdem er 1967 zunächst geschlossen worden war, wurde der Kanal ausgebaut und ist seit 2011 wieder schiffbar.

## Geschichte
Srpski Itebej wurde im 18. Jahrhundert auf Anstoß der Kaiserin Maria Theresia wieder besiedelt, nachdem die Gegend der gesamten Vojvodina nach den osmanischen Einfällen über mehrere Jahrhunderte allgemein verödet war. Die frühere Siedlung, auf der die heutige begründet ist, wurde schon im Jahr 1221 zum ersten Mal erwähnt. Das 800 Jahre alte Schriftstück wird im Ungarischen Staatsarchiv in Budapest aufbewahrt. Der Name Itebej geht wohl auf den Lehnsherren der Stadt Ittebői István zurück.

## Religion
Die Bevölkerung des Dorfes gehört Größtenteils der Serbisch-orthodoxen Kirche an. Es gibt aber auch Römisch-katholische Christen in Srpski Itebej. Die Serbisch-orthodoxe Pfarrkirche Hl. Sava und Simeon im Ort wurde von 1765 bis 1769 erbaut. Auch steht im Dorf eine Römisch-katholische Kirche.
Sowie zwei Serbisch-orthodoxe Kapellen. Die kleine auf dem Serbisch-orthodoxen Friedhof des Dorfes, von 1923 bis 1925 erbaute Kapelle Hl. Großmärtyrer Georg. Und die Kapelle Hl. ehrwürdige Mutter Petka Paraskeva aus dem Jahre 1912.

## Söhne und Töchter des Dorfs
- Josef Wiesen (1865–1942), Landesrabbiner, NS-Opfer
- Endre Madarász (1909–1976), Diskuswerfer